# 太竜寺山
大竜寺山（たいりゅうじやま）とは、徳島県阿南市と那賀町との境にある山である。標高は618 mである。「太龍寺山」とも表記される。

## 地理
気象庁のアメダスによる降水量計測地点の1つとなっている。過去最高の1時間あたりの降水量は1999年に記録した89 mm。
弘法大師が唐に渡る前に優婆塞として修行した山として知られている。三角点のある補陀落山（618 m）と、太龍寺の上にあたる弥山（600.1 m）の二つのピークがある。補陀落山には元観音堂があり今は石垣が残っている。
太龍寺ロープウェイが南側にかかっており、それを利用して山頂駅（標高約476 m）から南舎心ヶ嶽へ向かう道を利用すると容易に山頂へ行ける。

## ギャラリー

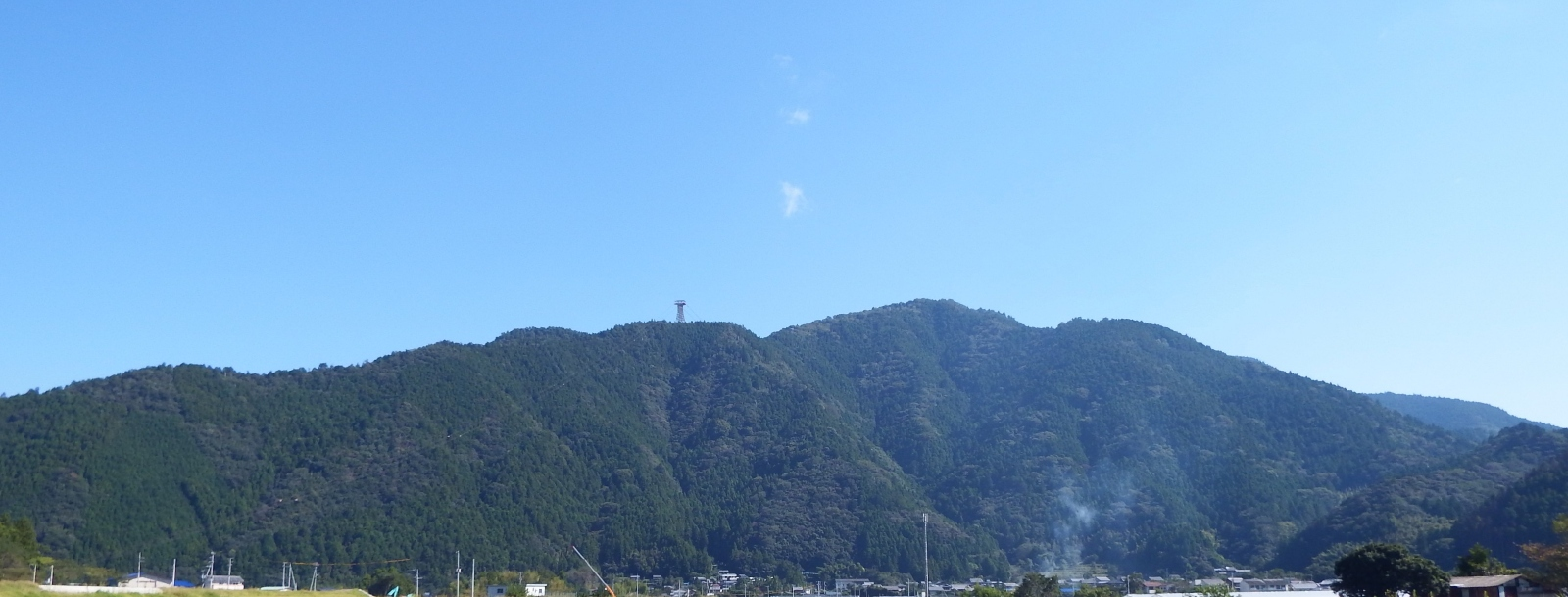
大竜寺山を南側の国道195号より

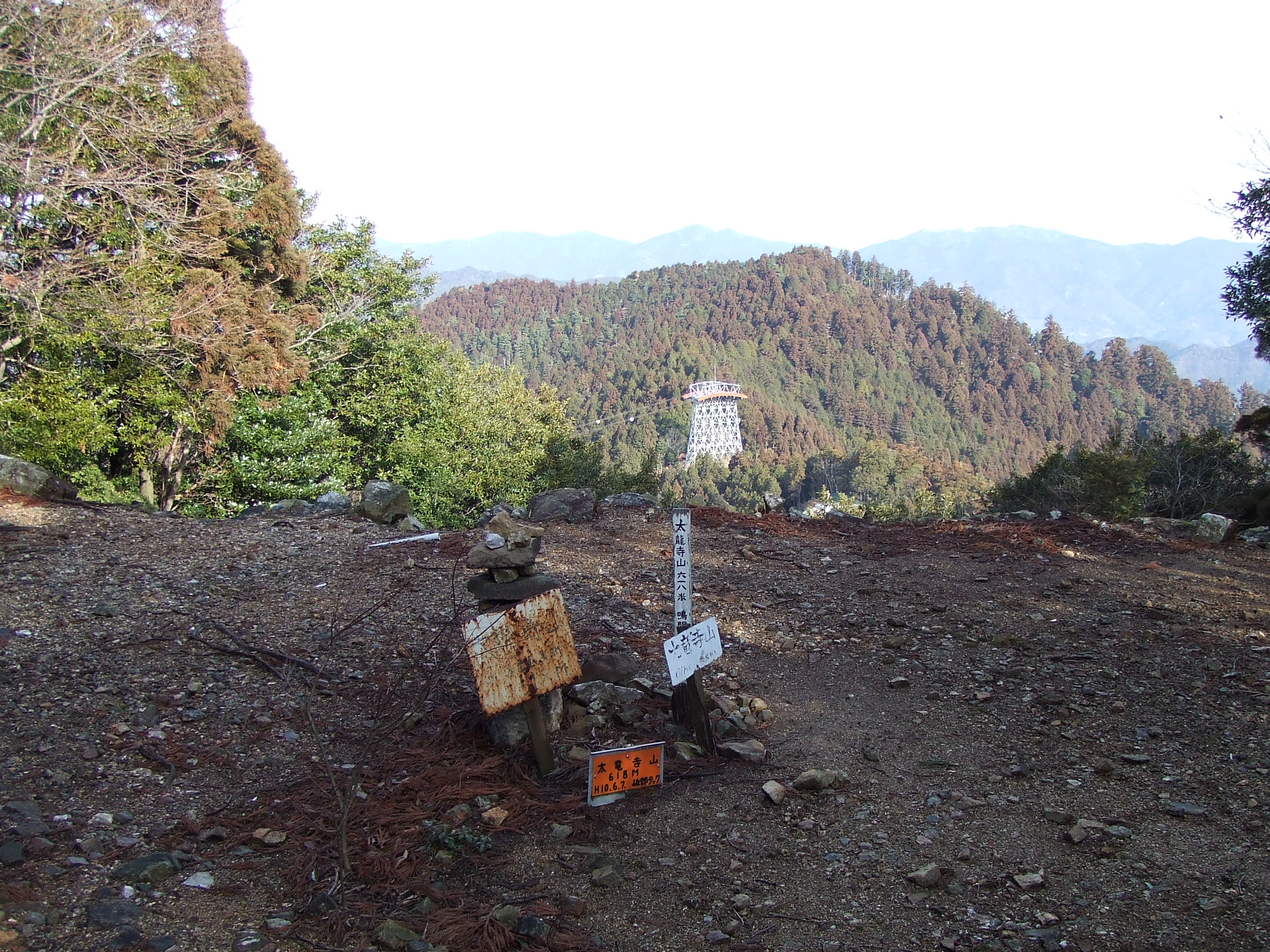
頂上三角点
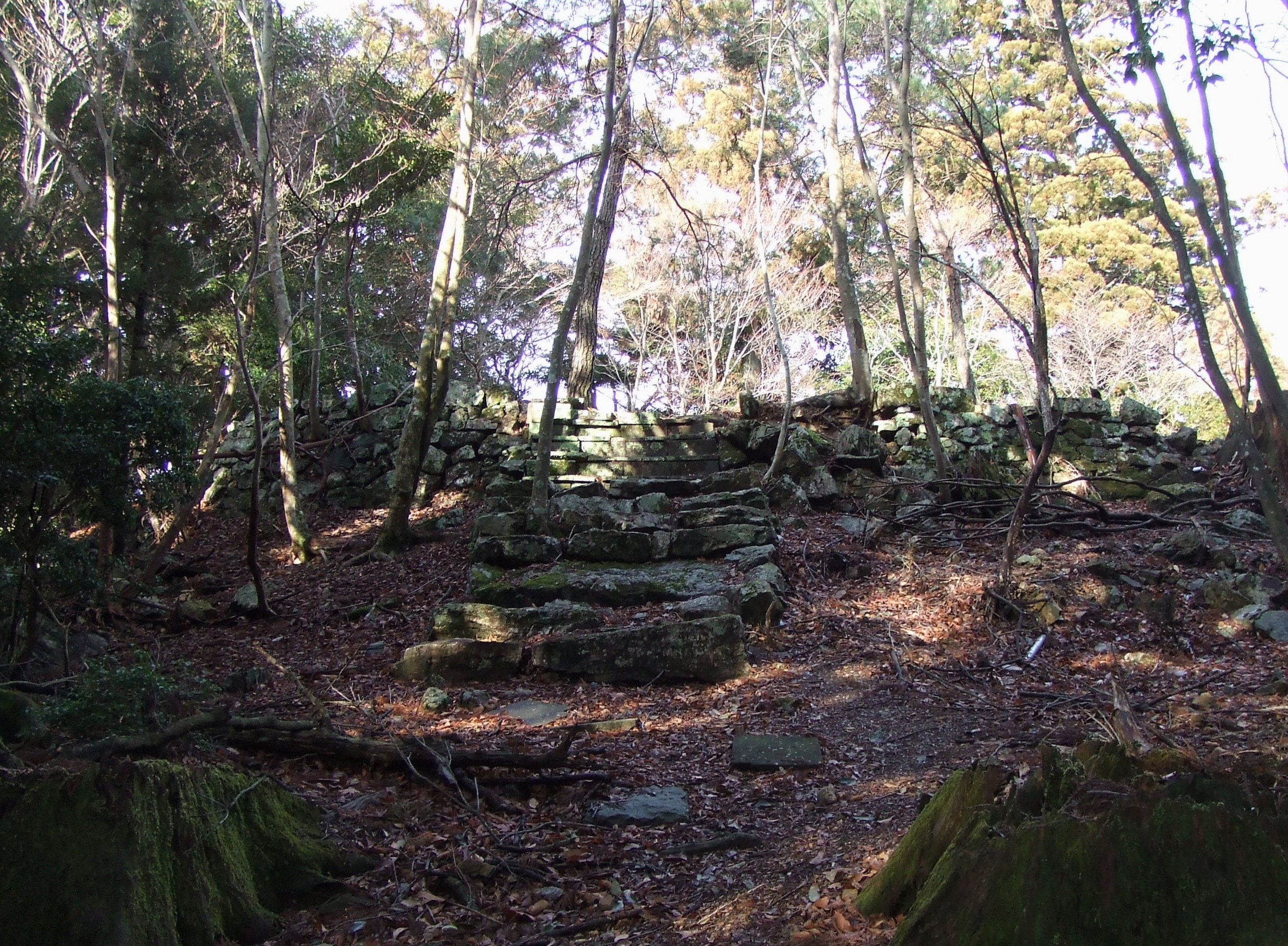
観音堂跡
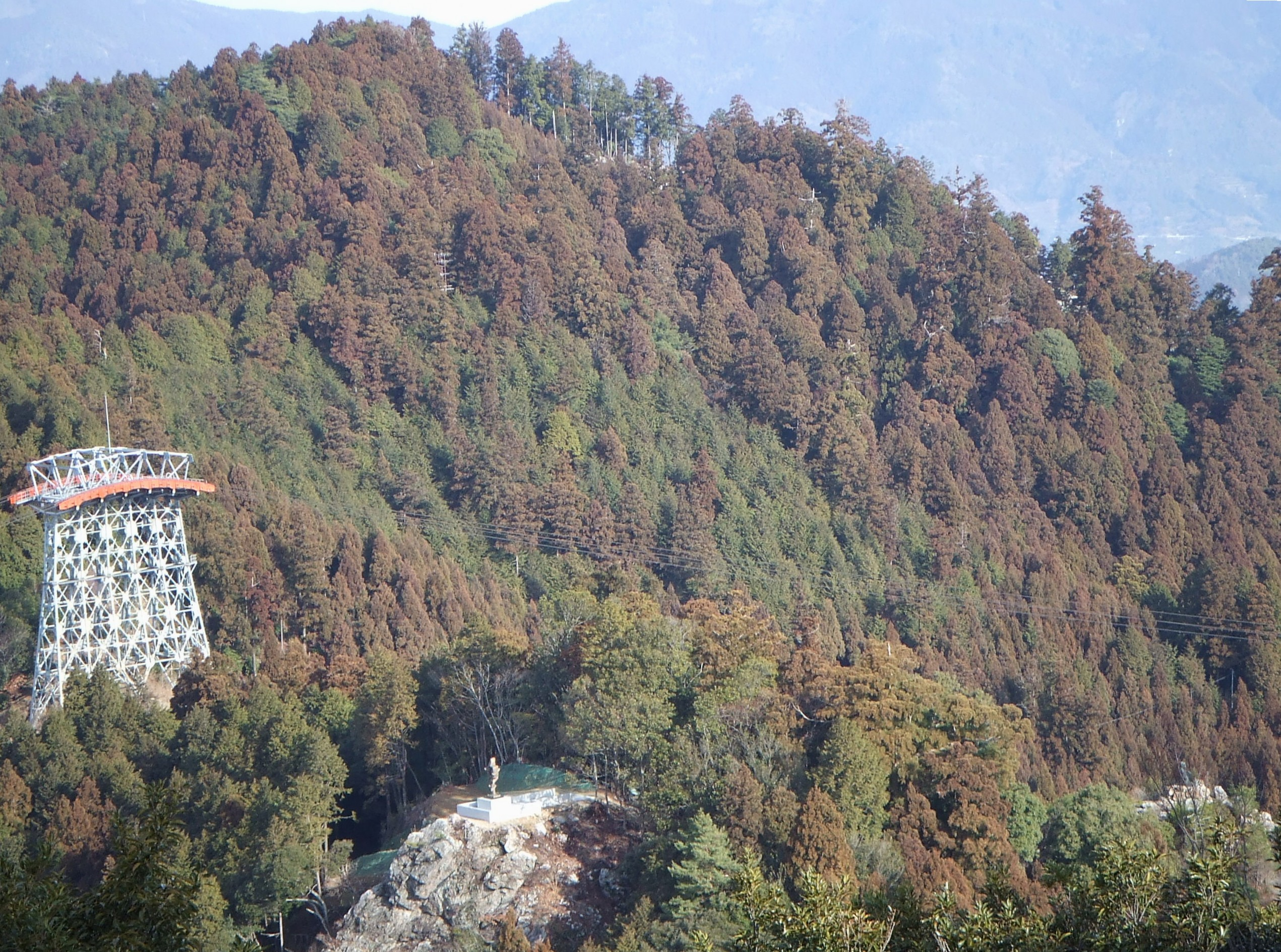
背後は弥山、中央下はヤマサキノモリ、右下は南捨心の大師像
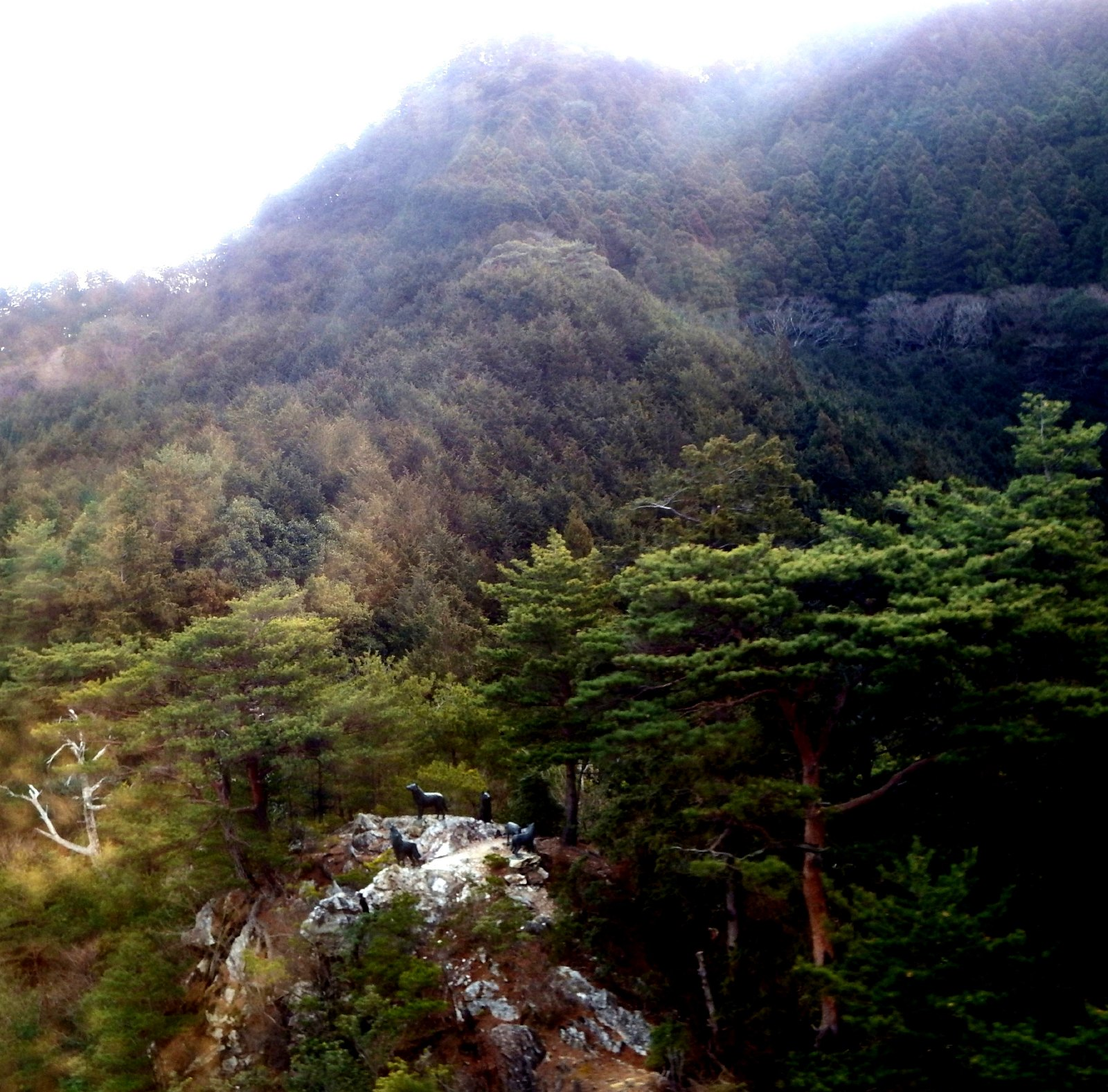
本峰と狼像5匹